# Stoke St Gregory
Stoke St Gregory is een civil parish in het bestuurlijke gebied Somerset West and Taunton, in het Engelse graafschap Somerset met 942 inwoners (2011).